# Новиченко Леонід Миколайович
Леоні́д Микола́йович Новиче́нко (31 березня 1914, Русанівка — 22 листопада 1996, Київ) — український літературний критик, літературознавець; доктор філологічних наук, професор; член-кореспондент з 1958 року та дійсний член Академії наук Української РСР з 28 березня 1985 року, академік-секретар відділу літератури, мови і мистецтвознавства НАН України з 1993 року. Провідник соцреалізму в Україні.

## Життєпис
Народився 18 [31] березня 1914 року в селі Русанівці Гадяцького повіту Полтавської губенії Російської імперії (нині Роменський район Сумської області, Україна) в сім'ї сільських вчителів.
1932 року закінчив Гадяцький педагогічний технікум, 1939 року — філологічний факультет Київського університету. Після закінчення університету навчався в аспірантурі Інституту літератури імені Тараса Шевченка, одночасно працював завідувачем відділу критики у редакції «Літературної газети», згодом в журналі «Радянська література».
У роки німецько-радянської війни працював у редакції газети «Радянська Україна». У 1943—1946 роках — відповідальний редактор газети «Література і мистецтво», згодом «Літературної газети». Член ВКП(б) з 1944 року.
Від 1945 року — молодший науковий співробітник в Інституті літератури імені Тараса Шевченка АН УРСР (з 1950 року — старший науковий співробітник). Одночасно був відповідальним редактором журналу «Сучасне й майбутнє» (до серпня 1946 року).
У серпні 1946 — жовтні 1947 року — завідувач відділу літератури і мистецтва Управління пропаганди і агітації ЦК КП(б)У. У 1950—1952 роках — головний редактор журналу «Вітчизна». 1950 року обраний членом Правління та Президії Спілки письменників України. Впродовж 1954—1959 років — заступник голови Правління Спілки письменників України, з 1959 року — секретар Правління Спілки письменників СРСР. Впродовж 1966—1971 років — секретар Правління і заступник голови Спілки письменників України, одночасно секретар Правління Спілки письменників СРСР. У 1979—1987 роках — завідувач відділу української радянської літератури; у 1986—1996 роках — провідний науковий співробітник Інституту літератури НАН України.

Могила Леоніда Новиченка

Помер на 83-му році життя в Києві 22 листопада 1996 року. Похований разом з дружиною на Байковому кладовищі (ділянка № 49а, 50°24′59.60″ пн. ш. 30°30′4.90″ сх. д. / 50.4165556° пн. ш. 30.5013611° сх. д.).

## Літературна діяльність
Друкуватися почав у 1928—1929 роках як сількор роменської окружної газети «Радянське життя». У 1929 році в газетах «На зміну», «Радянське життя» та інших друкувалися його перші вірші. З 1938 року працював у галузі критики і літературознавства. Автор близько 40 праць з теорії соціалістичного реалізму, історії української літератури, вивчення взаємозв'язків літератур народів СРСР і слов'янських літератур, зокрема книг про Тараса Шевченка, Максима Рильського, Павла Тичину, Мирослава Ірчана. Серед них:
- «Поет і народ. До характеристики художнього методу в ліриці Шевченка» (1938);
- «Павло Тичина» (1941);
- «Повість про поета» (1941; лірика Максима Рильського);
- «Їх ненавидів Тарас» (1943);
- «Любов і гнів Тараса» (1944);
- «Історичний» маскарад українсько-німецького націоналізму. Про реакційну романтику минулого" (1946);
- «Творчість Павла Тичини» (1949);
- «Літературно-критичні нариси» (1951);
- «Поезія і революція» (1956; книга про Павла Тичину);
- «Поэзия и революция» (1957) (рос.);
- «Мирослав Ірчан» (1958);
- «Про багатство літератури» (1959);
- «Про різноманітність художніх форм і стилів у літературі соціалістичного реалізму» (1959);
- «О многообразии художественных форм и стилей в литературе социалистического реализма» (1959) (рос.);
- «Шевченко і вони» (1961);
- «Шевченко і сучасність» (1964);
- «Не ілюстрація — відкриття!» («Літературно-критичні нариси і портрети», 1967);
- «Проблеми стильової диференціації в сучасних східнослов'янських літературах» (1968);
- «Не иллюстрация — открытие!» (1969) (рос.);
- «Життя як діяння» (1974);
- «Український радянський роман» (1976);
- «Поетичний світ Максима Рильського» (1980);
- «Вибрані твори» (1974, 1983);
- «Поетичний світ Максима Рильського», книги 1–2 (1980, 1993);
- «Вічно живий реалізм» (1982);
- «Тарас Шевченко — поет, борець, людина» (1982);
- «Від учора до завтра: Літературно-критичні статті» (1983);
- «Вибрані праці», томи 1–2 (1984);
- «Избранные работы», томи 1–2 (1985) (рос.);
- «Історія української літератури XX століття» у 2-х книгах (1995, 1998).

Брав участь у створенні «Нарису історії української радянської літератури», «Історії української літератури»(томи 1–8, 1967—1971) як редактор і автор низки розділів.

## Критика
На думку дослідника історії шістдесятницького руху Радомира Мокрика, Новиченко був «дуже не дурним чоловіком», що «завідував» соцреалізмом в Україні й був одним з провідних представників радянського офіціозу в українській культурі.
Дисидент та літературознавець Валерій Марченко у своїй статті «За параваном ідейності», що на суді 1973 року інкримінувалася йому як злочин перед радянською владою, так відгукувався про творчість Леоніда Новиченка:
|  | Ми розглянули твори... досить численного загону письменників, за чиєю допомогою радянські можновладці утверджують своє панування на Україні; ласі шматки, що перепадають найвідданішим, повинні стимулювати акт творення, і вони, природно, роблять свою справу. На обріях нашої літератури, окрім старих кадрів культівських часів (Натана Рибака, Леоніда Новиченка, Юрія Збанацького), з'являється чимало нових письменників-підприємців: Павло Загребельний, Микола Сингаївський, Олесь Лупій, Ростислав Братунь. Продукуючи романи, драми, поезії, статті на правильні теми, гурт оцих вельми далеких від культури свого народу митців «чесно» заробляє на хліб. Твори багатьох із них написані досить вправною рукою графомана, тому непідготованому читачеві за напруженим сюжетом та розмаїтою образною системою важко помітити його ідейну недолугість і навіть реакційність. А це й потрібно авторові та верхнім «десяти тисячам» які спонукають його до письма відрегульованою системою заохочень. |

## Причетність до репресій
2 березня 1972 взяв участь у засіданні президії правління Спілки письменників України, під час якого зі Спілки було виключено дисидента Івана Дзюбу за книгу «Інтернаціоналізм чи русифікація?». У своєму виступі він підтримав виключення та розкритикував Дзюбу і його книгу: 
| На минулому засіданні в 1969 р. я вже говорив про поведінку І. Дзюби. Отже, повторювати немає потреби. Вважаю, що книга І. Дзюби "Інтернаціоналізм чи русифікація?" — в своїй основі націоналістична. Там є й слушні, правильні факти, але все це разом повернуто в націоналістичний бік. Зрештою, й нас не все задовольняє в житті. Про це весь час нагадує й ЦК КПРС і наш уряд. І це цілком логічно. Адже ми ще не побудували комуністичне суспільство, а тільки будуємо його. Але такої націоналістичної послідовності і впертості мені давно не доводилося зустрічати. Щодо того, що Іван Дзюба "несвідомо" передав за кордон свою працю, то він винен цілком і повністю. Якщо ти хочеш, щоб твоя праця не потрапила за кордон і не була там надрукована, можна для цього вжити заходів, треба тільки хотіти це зробити. А він, прямо чи посередньо, сприяв її розповсюдженню. Про все це мені дуже нелегко говорити. Адже я покладав великі надії на І. Дзюбу, як на здібного критика. І треба було, Іване Михайловичу, чесно працювати на свій народ так, як працювали на нього Тичина, Довженко, Рильський та ін. — на соціалістичному ґрунті. Ви пішли, на жаль, іншим шляхом. От і тепер у моїй душі бринить якась людська струна, коли Іван Дзюба каже, що він щиро хотів виявити якісь хиби в нашому житті. Але невже ви політичне немовля? Невже ви не розумієте, що всі ваші виступи грають якраз проти радянської влади, політики КПРС? Ви, Іване Михайловичу, тягнете за собою такий "хвіст", що робиться страшно. Ви стали "генералом" цієї розсіяної, на щастя, "армії". Ви (звертається до І. Дзюби) скаржитеся на те, що, мовляв, наші журнали вас не друкують. Але ж зрозумійте, що редакція журналу чи газети несе відповідальність не тільки за ті 300 рядків, в яких справді нічого "крамольного" немає, але й в цілому за політичне обличчя автора цієї статті. Адже вас у цей самий час друкують за кордоном, в Америці, Канаді, Мюнхені... І зовсім не те, про що ви пишете тут. Збагніть, що це неможливо, протиприродно, що ви одне друкуєте "там" і зовсім інше пропонуєте тут, у нас. Відтак, у нас немає іншого, об’єктивного вибору. Оскільки за цей час не було жодного переконливого жесту з вашого боку, який би паралізував дії ваших закордонних публікацій, то нам дуже важко перебувати в одній Спілці з надзвичайно популярним літератором за кордоном і зовсім непопулярним на його батьківщині.[8] |

## Вшанування пам'яті
На вшанування науковця названо районну бібліотеку Липоводолинського району та вулицю селища Липова Долина.

## Відзнаки
- Нагороджений трьома орденами Трудового Червоного Прапора (1964), орденом Червоної Зірки (13 вересня 1943)[9];
- Премія АН СРСР імені В. Бєлінського (1958; за книгу про творчість Павла Тичини «Поезія і революція»);
- Шевченківська премія (1968; за книгу літературно-критичних нарисів «Не ілюстрація — відкриття!»);
- Премія АН УРСР імені Івана Франка (1982; за книгу «Поетичний світ Максима Рильського»);
- Заслужений діяч науки і техніки України з 1995 року.